# دانا وايت
دانا فريدريك وايت، الابن (بالإنجليزية: Dana White)  (28 يوليو 1969) رجل أعمال أمريكي ويعتبر رئيس منظمة الفنون القتالية المختلطة بطولة القتال النهائي (بطولة القتال النهائي).

## عن حياته
ولد دانا وايت في مانشستر، كونيتيكت، ابن جون ودانا وايت ولقد عاش هو وشقيقته كيلي مع والدته وعائلتها معظم طفولته وهو من أصل أيرلندي. بدأ الملاكمة في سن 17 سنة، وتخرج من مدرسة هيرمون الثانوية في ولاية ماين في عام 1987.

## روابط خارجية
- دانا وايت على موقع IMDb (الإنجليزية)
- دانا وايت على موقع إن إن دي بي (الإنجليزية)
- دانا وايت على موقع قاعدة بيانات الفيلم (الإنجليزية)
- دانا وايت على موقع كينوبويسك (الروسية)